# Revize tlakových nádob
Revize tlakových nádob se provádí za účelem zjištění technického stavu a bezpečné provozuschopnosti tlakových nádob.

## Provoz tlakových nádob
Provoz tlakových nádob se řídí normou ČSN 690012, návodem na obsluhu a údržbu, vystaveným výrobcem případně dovozcem a dalšími, dále níže uvedenými předpisy:
- Vyhláška ČÚBP a ČBÚ č. 18/1979 Sb., ve znění pozdějších předpisů, kterou se určují vyhrazená tlaková zařízení a stanoví některé podmínky k zajištění jejich bezpečnosti.

- Vyhláška ČÚBP č. 48/1982 Sb., kterou se stanoví základní požadavky k zajištění bezpečnosti práce a technických zařízení.
- Vyhláška ČÚBP č. 91/1993 Sb., k zajištění bezpečnosti práce v nízkotlakých kotelnách.
- Zákon č.22/1997 Sb., o technických požadavcích na výrobky.
- Nařízení vlády č. 20/2003 Sb., kterým se stanoví technické požadavky na jednoduché tlakové nádoby.
- Nařízení vlády č. 26/2003 Sb., kterým se stanoví technické požadavky na tlaková zařízení.
- Zákon č.262/2006 Sb., ve znění pozdějších předpisů, Zákoník práce.
- ČSN 69 0010 Tlakové nádoby stabilní. Technická pravidla. Části 1 až 12.
- ČSN EN 764 Tlaková zařízení. Části 1 až 7.
- ČSN EN 13445 Netopené tlakové nádoby. Části 1 až 6.
- ČSN EN 286-1 Jednoduché netopené tlakové nádoby pro vzduch nebo dusík. Část 1: Tlakové nádoby pro všeobecné účely.

## Druhy revizí a zkoušení nádob

### Výchozí revize
Výchozí revize se provádí před uvedením nádoby do provozu. O výsledku musí být sepsána revizní zpráva, která je přílohou pasportu tlakové nádoby.

### Provozní revize
První provozní revize se provádí do dvou týdnů po zahájení provozu tlakové nádoby a další pravidelně nejpozději vždy po roce od předchozí provozní prohlídky. Zajišťovat pravidelné provozní revize je povinností provozovatele tlakové nádoby.
Provozní revizí se kontroluje zejména:
- celkový stav nádoby, bezpečnostní výstroje, regulačních, uzavíracích a blokovacích zařízení, měřících přístrojů apod.
- zda zařízení dle předchozího bodu jsou udržována, kontrolována a zda je vedena předepsaná dokumentace
- způsob provozu
- čistota a pořádek v okolí nádoby a bezpečný přístup k nádobám
- zda jsou výrobní štítky čitelné a nepoškozené
- zda obsluha splňuje podmínky dle čl.6 Přílohy ČSN 690012.

### Vnitřní revize
Vnitřní revizí se provádí ve lhůtě ne delší než 5 let s přihlédnutím ke konstrukci, stavu a stáří nádoby, provoznímu médiu a zvláštním provozním podmínkám. Posuzuje se stav nádoby na zevní a vnitřní straně včetně všech výstupů a výstroje.

### Zkouška těsnosti
Zkouškou těsnosti se provádí po každé vnitřní revizi a to provozním přetlakem. Provádí se zpravidla hydraulicky nebo pneumaticky.

### Tlaková zkouška
Tlaková zkouška se provádí zkušebním přetlakem nejpozději jedenkrát za 10 let od předchozí tlakové zkoušky. Provádí se zpravidla vodou nebo jinou nehořlavou kapalinou a to:
- po každé opravě nebo rekonstrukci
- po provozní přestávce delší než 2 roky, pokud je to na základě vnitřní revize shledáno nutným
- po přemístění nádoby, pokud je to podle vnitřní revize nutné, po překročení nejvyššího provozního tlaku nebo teploty, při kterých mohlo dojít ke zhoršení jakosti nebo mechanických vlastností materiálu stěn nádoby.[1]